# Civilization Revolution
Sid Meier's Civilization Revolution (abreujat Civilization Revolution o CivRev) és un videojoc d'estratègia per torns de la saga Civilization. Fou dissenyat per Sid Meier específicament per a consoles, per això aquest lliurament ha estat simplificada pel que fa a les versions de PC. El joc va ser llançat per a PlayStation 3, Xbox 360 i Nintendo DS entre el 13 de juny i l'11 de setembre de 2008 per tot el món. En principi també s'anava a crear una versió per a Wii, però Firaxis decidí paralitzar el seu desenvolupament en gener de 2008.
A Civilization Revolution, el jugador pot prendre el control d'una de les 16 civilitzacions disponibles, cadascuna amb habilitats especials, des de la prehistòria fins als temps moderns i el futur proper. En els últims jocs de la saga, el jugador tenia major control sobre les regles del joc i, sovint, les partides podien durar més de 20 o 30 hores. A Civilization Revolution, les partides en la seua major part es poden acabar en tres o quatre hores. Per a la versió de consola, els controls s'ha racionalitzat i simplificat per a fer el joc més fàcil als nouvinguts a la sèrie.
A més dels noms de les ciutats, els jugadors poden posar noms a l'atzar a zones geogràfiques ("caselles" a l'efecte de joc) com cadenes de muntanyes, pujols, planes o rius.

## Condicions per a la victòria
Una victòria es pot assolir de quatre formes diferents, llevat que en un escenari del joc s'especifique quins dels quatre tipus de victòria poden ser utilitzats. Les diferents civilitzacions tenen avantatges sobre altres per a aconseguir un tipus de victòria o altre. Els quatre tipus de victòria són els següents:
- Dominació: El jugador ha de capturar totes les capitals de les altres civilitzacions, però no és necessari la destrucció/ captura de cada ciutat.
- Cultura: Obtenció d'un total de 20 grans personatges, meravelles, i/o conversions de ciutats d'altres civilitzacions a la cultura del jugador, i construir les Nacions Unides.
- Econòmica: Adquirir 20.000 d'or en el tresor i construir el Banc Mundial.
- Tecnològica: Investigar les 47 tecnologies disponibles i ser el primer a arribar a Alpha Centauri.

Si el jugador d'una civilització està a punt de complir una de les esmentades condicions de victòria, totes les altres civilitzacions podran declarar la guerra sobre ella en un intent de retardar o impedir que guanyi. La construcció del Banc Mundial, la construcció de les Nacions Unides, i/o el llançament de la nau a Alpha Centauri poden ser detinguts per la captura/destrucció de la ciutat enemiga que els estigui creant.

## Civilitzacions
Els jugadors poden controlar una de les 16 civilitzacions que existeixen en el joc, cadascuna amb un líder diferent. Cada civilització comença el joc amb una bonificació especial que pot ser una tecnologia, una gran persona, o una habilitat especial. A mesura que la civilització progressa a través del temps, aquestes també obtindran noves habilitats quan investiguen un nombre específic de tecnologies i avancen a una nova era.
En una partida cada civilització pot tenir fins a quatre bonificacions que varien d'una civilització a una altra. Moltes de les civilitzacions tenen unitats especialitzades que només elles poden construir. Les unitats especials no posseeixen habilitats més enllà de la unitat normal a la qual substitueixen però poden tenir diferents estadístiques.

### Llista de civilitzacions
- Roma: Comença la partida amb la legislació.
- Egipte: Comença la partida amb una Meravella antiga.
- Grècia: Comença la partida amb una delegació.
- Espanya: Comença la partida amb la navegació.
- Zulu: Comencen la partida amb l'avantatge militar d'arramblament.
- Asteques: Comencen la partida amb certa quantitat d'or.
- Xinesos: Comencen la partida amb l'escriptura.
- Rússia: Comencen la partida amb un mapa de la seua regió.
- Japó: Comencen la partida amb el coneixement del soterrament cerimonial
- Índia
- França: Comença la partida amb una catedral.
- Estats Units: Comencen la partida amb un Gran Personatge.
- Aràbia: Comença la partida amb el coneixement de la religió.
- Mongòlia: Comença la partida amb el coneixement del Comunisme.
- Alemanya: Comença la partida amb unitats lleials.
- Anglaterra

## Tecnologies
- Forja de ferro: Es pot explotar el ferro i construir una legió romana.
- Terrisseria: Es pot explotar el vi i construir la meravella dels Jardins Penjants.
- Equitació: Es poden explotar els bous i es poden formar genets
- Forja del bronze: Es pot construir la meravella del Colós, es pot explotar el peix i es poden formar arquers i construir casernes.
- Alfabet: Es poden construir biblioteques i construir la meravella de L'Oracle.
- Maçoneria: Es pot explotar el marbre, construir muralles i construir la Gran Muralla.
- Enterrament cerimonial: Es pot explotar l'encens, construir temples i construir la Gran Piràmide.
- Construcció: Es pot explotar el roure i construir tallers per als pujols
- Escriptura: Es pot crear la meravella de la Gran Biblioteca i construir espies.
- Legislació: Es poden explotar el bestiar, es pot construir un lloc comercial i nou sistema de govern disponible: república.
- Reg: Es pot explotar el blat.
- Alfabetització: Es poden explotar la seda, es pot crear la meravella del teatre de Shakespeare i construir una delegació.
- Matemàtiques: Es pot construir una catapulta.
- Moneda: Es pot explotar l'or, es pot crear la meravella de comerç just de Troyes caravana i un mercat.
- Democràcia: Es pot crear la meravella de la Carta Magna, es poden formar piquers i nou sistema de govern disponible: democràcia.
- Enginyeria: Es pot construir un aqüeducte.
- Monarquia: Es pot explotar el tint, es pot crear la meravella del castell Himeji i nou sistema de govern disponible: monarquia.
- Navegació: Es poden explotar les balenes, es pot crear la meravella de la Companyia de les Índies Orientals i es poden construir un galió i un port.
- Feudalisme: Es pot explotar la caça i es poden formar cavallers
- Religió: Es pot construir una catedral i nou sistema de govern disponible: fonamentalisme.
- Banca: Es pot construir un banc.
- Invenció: Es pot crear la meravella del Taller de Leonardo da Vinci.
- Universitat: Es pot crear la meravella de la Universitat d'Oxford i es poden construir universitats.
- Pólvora: Es pot explotar el sofre i es poden formar fusellers
- Metal·lúrgia: Es pot construir un canó.
- Impremta
- Màquina de vapor: Es pot explotar el carbó i construir un creuer.
- Combustió: Es pot explotar l'oli i construir un tanc.
- Electricitat: Es pot crear un submarí.
- Industrialisme: Es pot construir una fàbrica.
- Ferrocarril: Es pot construir una mina de ferro.
- Acer: Es pot crear un cuirassat.
- Comunisme: Nou sistema de govern disponible: comunisme.
- Vol: Es pot crear un caça.
- Producció en massa: Es pot explotar l'alumini i formar infanteria moderna.
- La corporació: Es pot crear la meravella del complex militar-industrial.
- Teoria de l'àtom: Es pot crear la meravella del Projecte Manhattan.
- Automòbil: Es pot explotar el cautxú i es pot formar artilleria.
- Electrònica
- Mitjans de comunicació: Es pot crear la meravella de Hollywood.
- Vol avançat: Es pot construir un bombarder.
- Energia nuclear: Es pot explotar l'urani.
- Connexió de xarxes: Es pot crear la meravella d'Internet.
- Vol espacial: Es pot crear la meravella del Programa Apollo, els tancs de combustible de la nau espacial, els seus motors de propulsió, la seua habitació i la seua sistema de suport vital.
- Globalització
- Superconductors: Es pot crear el Serial Digital Interface.
- Tecnologia futura